# Мавританська арка
Мавританська арка — арка початку ХХ століття на Французькому бульварі в Одесі. Архітектор — Валеріан Іванович Шмідт.

## Історія
Арка в неомавританському стилі побудована на початку ХХ століття як елемент оформлення в'їзду на територію Жданової дачі. До цього тут була дача барона Рено, дача продавця вин Віктора Енно, дачі Рейхтера і Баранова. В 1891–1894 рр. всі їх викупила Катерина Жданова (дружина депутата Міської Думи, почесного мирового судді Леоніда Арсеновича Жданова). Невеликий провулок з тих пір і до 1917 р. іменувався «проїздом до дачі Жданової».
Адреса — Французький бульвар, 17. Арка є пам'яткою архітектури місцевого значення.

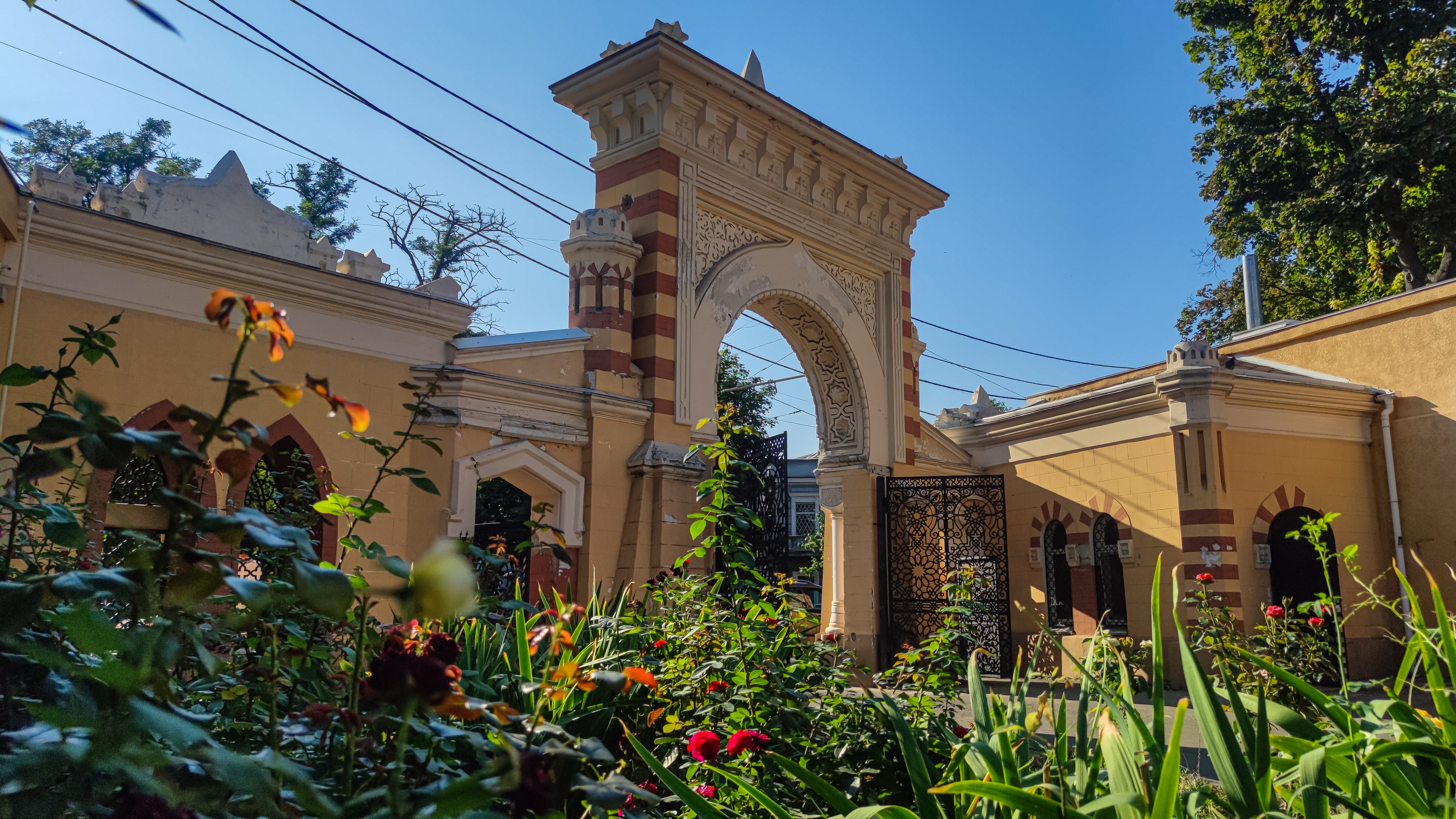
Мавританська арка, Одеса, бул. Французький, 17

## Галерея

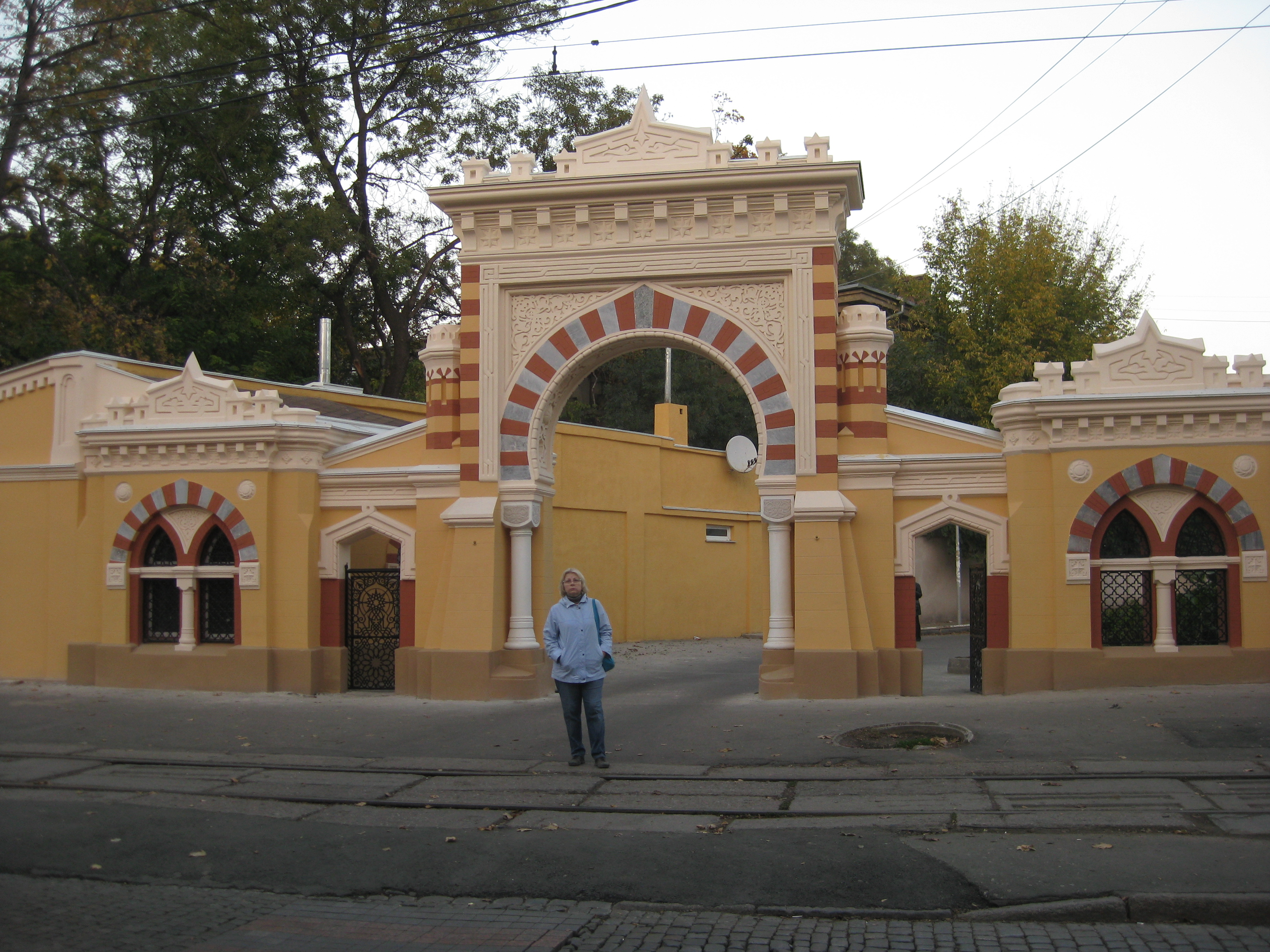
Загальний вигляд арка з боку Французького бульвару
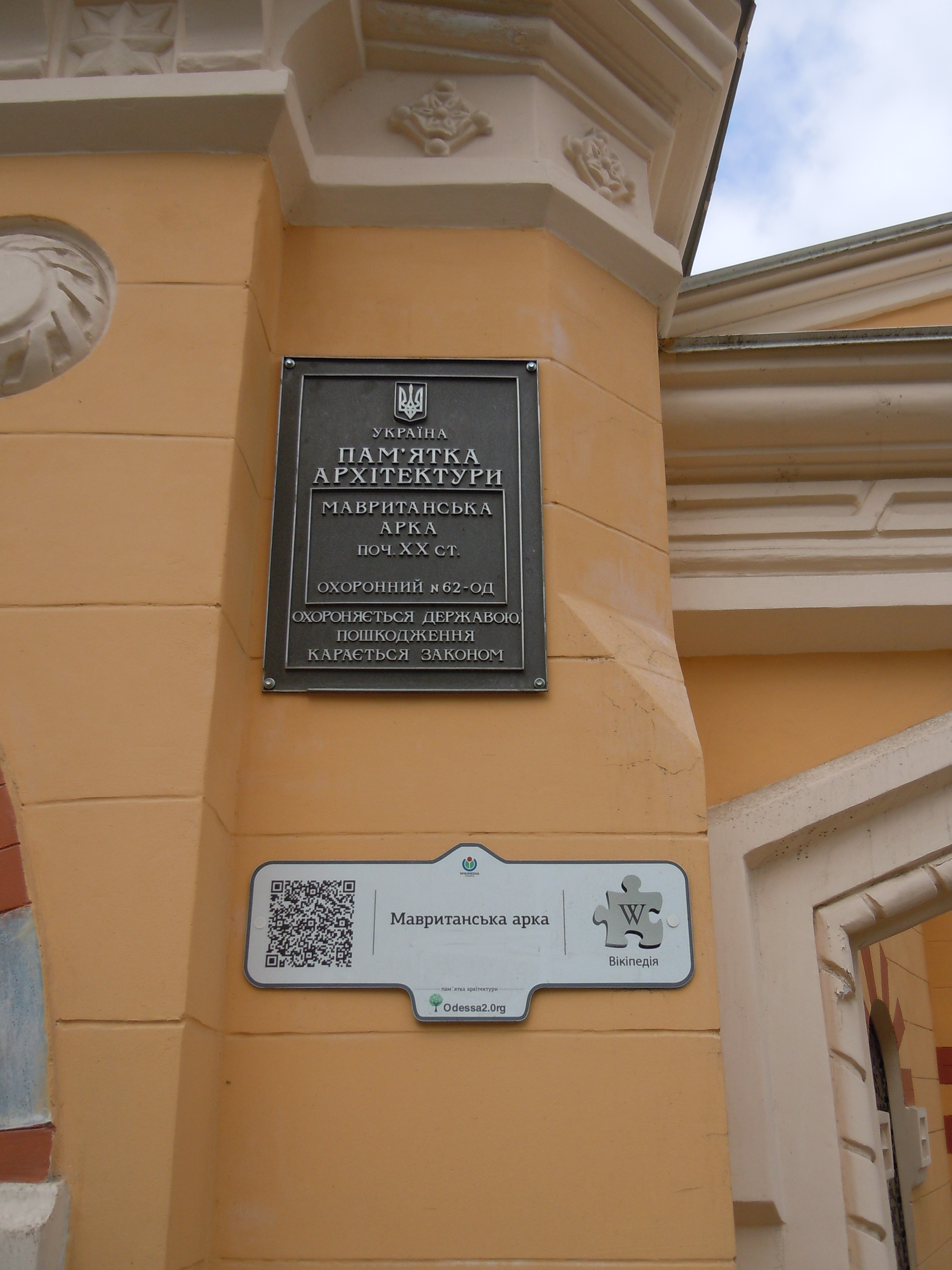
Код QRpedia на стіні арки
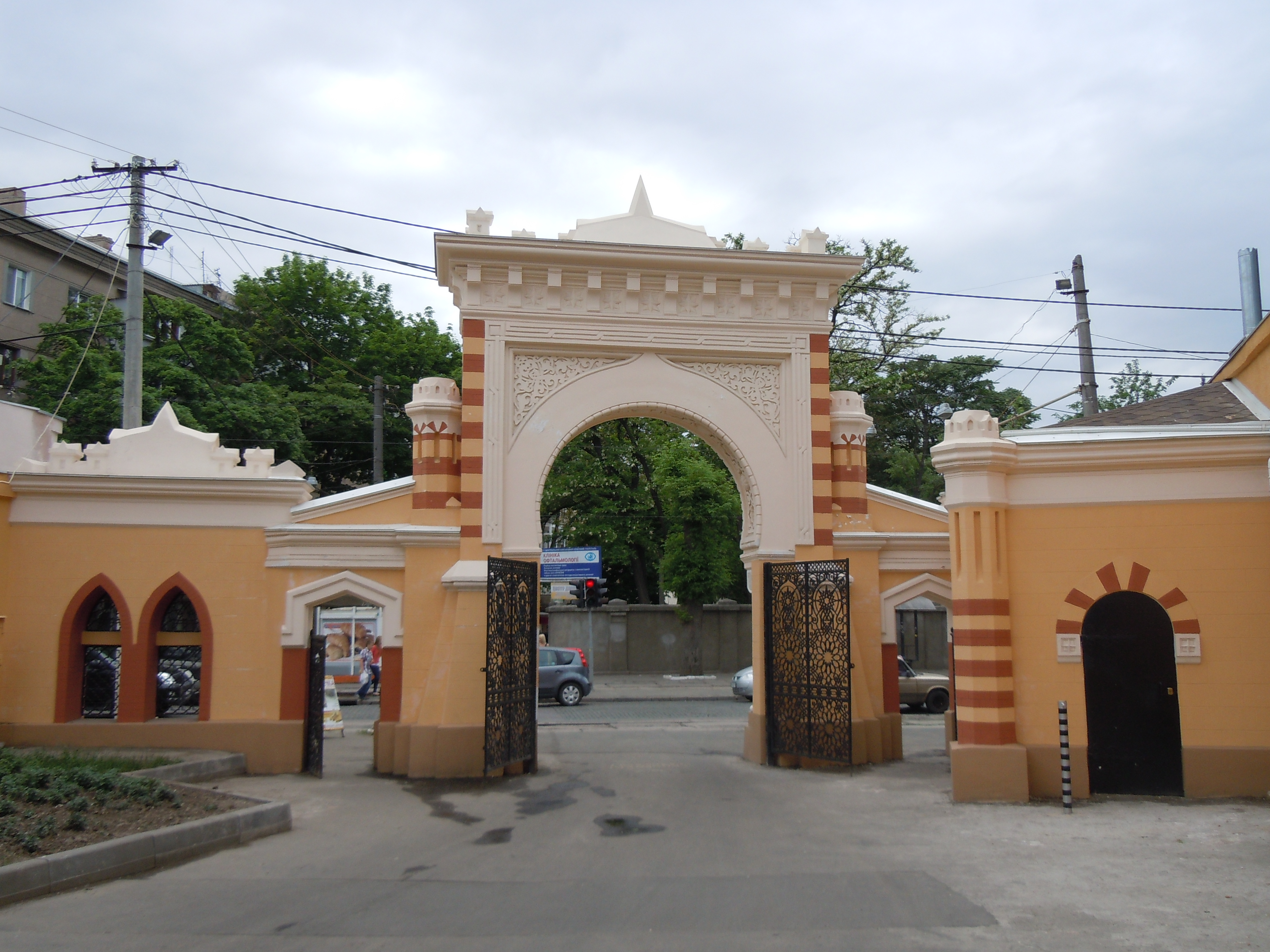
Зворотній бік арки